# رابرت فرانسیس فوچگات
رابرت فرانسیس فوچگات (انگلیسی: Robert Francis Furchgott؛ ۴ ژوئن ۱۹۱۶ – ۱۹ مهٔ ۲۰۰۹) یک دانشمند در زمینه زیست‌شیمی اهل ایالات متحده آمریکا بود.
وی همچنین برنده جوایزی همچون جایزه نوبل فیزیولوژی و پزشکی شده است.